# فسندن (داکوتای شمالی)
فسندن(به انگلیسی: Fessenden) شهری در ایالت داکوتای شمالی کشور ایالات متحده آمریکا است که جمعیت آن در سرشماری سال ۲۰۱۰ میلادی، ۴۷۹ نفر بوده‌است.